# El matadero
El matadero es un cuento escrito por el argentino Esteban Echeverría entre 1838 y 1840. Participa de las formas del cuadro de costumbres.   Fue publicado veinte años después de la muerte del autor, en 1871, en la Revista del Río de la Plata, por Juan María Gutiérrez.

## Análisis
La obra identifica al régimen de Juan Manuel de Rosas con el acto que se lleva a cabo en los mataderos. Es considerado el primer cuento argentino y trata sobre la política, la economía y diversos aspectos sociales de Buenos Aires. Echeverría creía que el gobierno rosista hacía mucho daño al progreso del país ya que destruía las ideas por las que se buscó la libertad en mayo de 1810, reduciendo la Revolución a un cambio de gobierno con los mismos modos tiránicos, pero de nacionalidad argentina. Muchos jóvenes veían a los unitarios como gente con modos similares a los de los federales y proponían volver a los ideales de democracia inmersa en derechos sociales, la llamada Generación del 37, de la que Echeverría fue líder.  
Entre la locura del matadero de Buenos Aires, Echeverría nos presenta con la pérdida del individuo y la barbarie de la multitud federal que lo había reemplazado debajo el régimen de Rosas. El cuento tiene la intención de mostrar al lector que aquel clima polarizado y violento no era bueno para el país.
Todos los pastores denunciaban “los unitarios impíos” como la causa de la inundación y suplicaban a “El Dios de La Federación” que salvara a la población. De esta manera Echeverría hace obvio el sesgo de la Iglesia a favor de los federales y contra sus rivales políticos: los unitarios. El poder de la Iglesia sobre la gente aseguró que los unitarios quedaran como enemigos mientras que los federales aparecían como líderes escogidos por la voluntad divina. En este clima es fácil para la dictadura federal presentarse como heroína de la gente que protestaría en contra de la maldad de los unitarios. La intención de Echeverría es mostrar al lector que así se controló a la población durante el gobierno de Rosas y el discurso político de Buenos Aires. 
Este control se manifiesta cuando al fin el gobierno “provee gentilmente” cincuenta novillos gordos para ayudar a aliviar la falta de res en la ciudad. Los novillos no son suficientes para alimentar toda la población de la ciudad y son los federales y sus intereses privados que disfrutan la mayoría de la carne mientras los pobres de la ciudad quedan para luchar entre sí para los trozos de carne que los carniceros del matadero habían olvidado. La Iglesia, de nuevo como herramienta de los federales, ayudó a prevenir una rebelión por mandar a la población abstenerse de la carne mientras Rosas y sus secuaces se engordaron. 
Echeverría manifiesta su indignación hacia esta injusticia y control excesivo que aplasta el poder y voluntad del individuo cuando dice: 

Pero no es extraño, supuesto que el diablo con la carne suele meterse en el cuerpo y que la iglesia tiene el poder de conjurarlo: el caso es reducir al hombre a una máquina cuyo móvil principal no sea su voluntad divina sino la de la iglesia y el gobierno. Quizá llegue el día en que sea prohibido respirar aire libre, pasearse y hasta conversarse con un amigo, sin permiso de autoridad competente.

Echeverría escogió cuidadosamente el matadero como locus del cuento para enfatizar la barbarie del régimen de Rosas. Echeverría crea un mundo en que la cosa más deseada por los federales es carne y así ellos se parecen más a caníbales que seres humanos. El autor nos presenta la multitud del matadero, que está compuesta principalmente de los pobres de “los suburbios” en las afueras de la ciudad que representaban los bastiones de los federales y el poder de Juan Manuel de Rosas. La multitud aparece como un grupo cruel y tonto que vive por el cuchillo y disfruta en la tortura de los que no están de acuerdos con ellos y las creencias políticas del estado federal. 

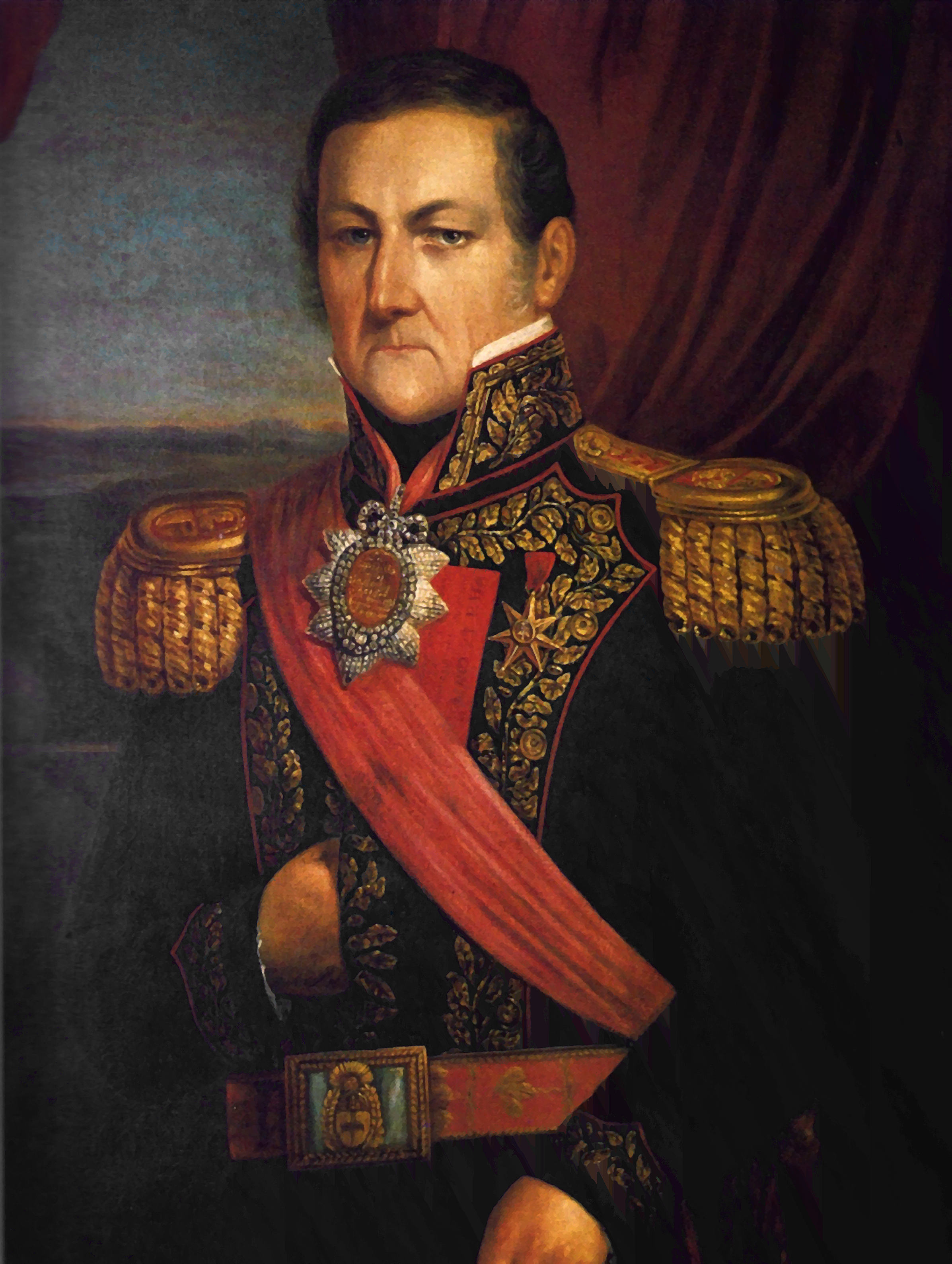
Juan Manuel de Rosas durante su segundo gobierno.

El lugar del matadero también tiene significado, dado que estaba en las afueras de la ciudad en la frontera que dividía la barbarie de la ciudad y el ambiente más civilizado del campo donde la mayoría de los unitarios se habían escondido por no ser asesinados. Aquí Echeverría crea un ambiente en que puede enfatizar la lucha entre civilización y barbarie, el individuo y la multitud y finalmente los unitarios y federales. 
En las últimas escenas del cuento Echeverría usa los papeles de los rezagados del matadero para mostrar a los federales aún más como individuos brutales. A fines de la matanza de los novillos queda un solo toro joven que los federales deciden torturar y matar. El toro representa la juventud del país en que Echeverría creía que el progreso político del país existía. A primera vista los federales se fracasan y piensan que el toro sea hembra. Así Echeverría nos presenta con la estupidez de los federales y su tendencia de subestimar el poder y forma verdadera de su oposición. El toro escapa del matadero y corre por los calles de Buenos Aires con los soldados federales persiguiéndolo. Así Echeverría muestra al lector el espíritu desafiante y vigoroso de los unitarios y todos los que estaban en contra la brutalidad de Rosas. Finalmente los soldados lo atrapan de nuevo, lo torturan y lo matan. 
Esta escena está repetida casi exactamente igual cuando al fin del cuento los federales y rezagados del matadero se fijan en un unitario joven que está paseando por las afueras de la ciudad. En la misma manera que trataron al toro, los soldados atrapan, torturan y matan al joven unitario. Echeverría usa este simbolismo para hacer obvio al lector que el matadero representa Argentina mientras la matanza dentro del matadero representa los frecuentes asesinatos de los miembros de la oposición durante el régimen de Rosas. 
El joven unitario queda desafiante hasta el final y nunca muestra miedo entre las crueldades de los federales. Así es que Echeverría manifiesta su espíritu rebelde contra el gobierno de Rosas. Las palabras del joven representan los sentimientos del autor cuando el juez federal de la escena le pregunta por qué no lleva la insignia del estado como manda Rosas: 

—¿Porque no traes divisa? 

—Porque no quiero.
—No sabes que lo manda el Restaurador. 
—La librea es para vosotros, esclavos, no para los hombres libres. 
—A los libres se les hace llevar a la fuerza. 
—Si, la fuerza y la violencia bestial. Esas son vuestras armas: infames. El lobo, el tigre, la pantera también son fuertes como vosotros. Deberías andar como ellos en cuatro patas. 
—¿No temes que el tigre te despedace? 

—Lo prefiero a que, maniatado, me arranquen como el cuervo, una a una las entrañas.

## Personajes
- El juez: Es la representación de la justicia parcial donde este solo favorecía a Rosas.
- Matasiete: Era un hombre de pocas palabras y mucha acción, tratándose de violencia, agilidad, destreza en el hacha, el cuchillo o el caballo, no hablaba y obraba.
- El joven Unitario: Representa un pensar diferente, la valentía, es equiparado con la situación del toro, pero en vez de miedo demuestra coraje, la forma en cual se describe su muerte es un poco irreal, esto es una exageración a propósito por parte del autor.
- El restaurador: Juan Manuel de Rosas.

## Características
- Ejemplo del romanticismo rioplatense, que todavía no se presentaba en América, solo en Europa.
- Este es un ejemplo de romanticismo: Se puede ver una fuerte carga simbólica en la obra, especialmente en la figura del Matadero, que representa la opresión y la violencia del gobierno.
- Tiene un fuerte color local, con descripciones y personajes típicamente porteños.
- Refleja el habla de la clase popular argentina, recogiendo americanismos como el voseo.
- Hay una fuerte presencia de los sentimientos por sobre la razón. Es un cuento muy intenso con personajes muy pasionales y brutos, locos.
- Tiene un estilo libre, no sigue una estructura determinada.
- Hace principal referencia al poder político de Rosas, que se muestra como una fidelidad incondicional por parte de las clases más bajas. Es una situación del caudillismo y adoración al líder.